# Johann Kunz Uys
Johann Kunz Uys  (* 14. Juni 1907 in Swellendam; † 2. August 1978) war ein südafrikanischer Botschafter.

## Leben
Johann Kunz Uys war der Sohn von Pieter Hendrik de Villiers Uys. Johann Kunz Uys studierte von 1925 bis 1927 an der Universität Stellenbosch im Fach Volkswirtschaft und erwarb darin einen Bachelor, wurde 1927 Beamter im Landwirtschaftsministerium und trat 1928 in den auswärtigen Dienst der Südafrikanischen Union. Er heiratete am 13. Dezember 1933 Hope Bester.
Von 1933 bis 1937 war er in Washington, D.C. Attaché. 1937 wurde er im Außenministerium in Pretoria beschäftigt. Von 1938 bis zum 10. Mai 1940, beim Fall Gelb war er mit Gerhardus Petrus Jooste als Gesandtschaftssekretär an der Gesandtschaft der Südafrikanischen Union in Den Haag. 1941 arbeitete er in London und 1942 in Pretoria.
Von 1943 bis 1947 war er Konsul in Elisabethville in Belgisch Kongo. Zwischen 1946 und 1949 war Uys Botschaftssekretär erster Klasse in Den Haag.
Von 1949 bis 1953 leitete er im Außenministerium in Pretoria die Abteilung für Wirtschaft und internationalen Handel.
Während seiner ersten Amtszeit als Botschafter in Bonn protestierten Studenten der Universität zu Köln 1960 gegen die Rassentrennung und das Sharpeville-Massaker mit einem Schweigemarsch, weshalb es dem damaligen Hochschulrektor Theodor Kraus (* 1894; † 1973) ein Herzensbedürfnis war, sich dafür zu entschuldigen.
Sein Grab befindet sich auf dem Hauptfriedhof von Centurion.